# Aristolochia brevilabris
Aristolochia brevilabris là một loài thực vật có hoa trong họ Aristolochiaceae. Loài này được Bornm. mô tả khoa học đầu tiên năm 1917.